# Premi Marcelo Jelen
El Premi Marcelo Jelen (en espanyol: Premio Marcelo Jelen  o Premio Nacional de Prensa Escrita Marcelo Jelen) un reconeixement al periodisme uruguaià.
L'inici està organitzada per Qotidiana Dona, Unesco, ONU Dones i la Associació de la Premsa Uruguaiana (APU). Aquesta Proposta busca premiar les produccions periodístiques que "aporten a desarticular el pensament únic, promoguin la diversitat i la no discriminació".
El 2020, les guardonades fuerón Nausicaa Palomeque i Matilde Campodónico.